# Imeneo
Imeneo (HWV 41) es una ópera seria en tres actos de Georg Friedrich Händel. El libreto, en italiano, fue adaptado del Imeneo de Silvio Stampiglia.
La ópera fue estrenada en el Lincoln's Inn Fields, de Londres, el 22 de noviembre de 1740, aunque Händel había escrito la partitura en 1738. Fue representada una vez más el 13 de diciembre y en una versión de concierto en Dublín el 24 y el 31 de marzo de 1742. La primera producción moderna tuvo lugar en Halle el 13 de marzo de 1960.
Actualmente se representa poco. En las estadísticas de Operabase aparece con sólo 3 representaciones en el período 2005-2010.